# Florian Altenburger
Florian Altenburger (* 2. November 1993) ist ein ehemaliger österreichischer Skispringer.

## Biografie
Altenburger ist der Sohn von Margret und Tobias Altenburger, Urgestein aus Grödig bei Salzburg, wo er auch aufgewachsen ist. Sein Vater führt ein Friseurgeschäft aus Familientradition, war Skilehrer und Skiführer.
Altenburger gab sein internationales Debüt bei den Nordischen Skispielen der OPA 2008 in Bois-d’Amont. Ein Jahr später startete er erstmals im FIS Cup in Eisenerz und im Sommer des Jahres 2009 auch zum ersten Mal im Alpencup in Einsiedeln. In diesem Sommer holte er auch in beiden Wettbewerben erstmals Punkte. Seine erste Top-Ten-Platzierung im Alpencup erreichte er mit Platz 8 am 3. Oktober 2010 in Oberstdorf. Am 9. Juli 2011 gab er in Stams sein Debüt im Continental Cup und belegte dabei den 63. Platz.
Altenburger startete bei den Nordischen Junioren-Skiweltmeisterschaften 2013 in Liberec. Dabei erreichte er Platz 31 im Einzel und Platz 4 mit dem österreichischen Team. Am 3. Februar 2013 landete er in Kranj erstmals auf dem Podium im Alpencup, als er Zweiter wurde. Zur Vierschanzentournee 2013/14 startete in der nationalen Gruppe in der Qualifikation. Mit einer Disqualifikation und einem 67. Platz erreichte er allerdings nicht den Wettkampf. Im Sommer 2014 ging er in der Qualifikation für den Grand Prix in Hinzenbach an den Start. Mit Platz 41 konnte er sich erneut nicht qualifizieren. Auch bei der Vierschanzentournee 2014/15 scheiterte er zweimal in der Qualifikation. Im Sommer 2015 nahm er erfolgreich an den FIS-Cup- und Continental-Cup-Wettbewerben in Kuopio teil, die vom 20.–23. August stattfanden. Im FIS Cup war er zunächst Zweiter und Erster. Bei den anschließenden Continental-Cup-Wettbewerben war er als Erster und Dritter erneut zweimal auf dem Podium. Mit diesen Ergebnisse erreichte er seinen ersten Sieg im FIS Cup sowie seine ersten Podiumsplatzierungen und seinen ersten Sieg im Continental Cup. Am 27. September 2015 gab er in Hinzenbach sein Debüt im Grand Prix, nachdem er die Qualifikation überstand. Mit Platz 41 holte er aber keine Punkte.
Bei der Vierschanzentournee 2015/16 startete er erneut in der nationalen Gruppe in Innsbruck und Bischofshofen. Dabei erreichte er zweimal den ersten Durchgang. Somit gab er am 3. Januar 2016 sein Debüt im Weltcup in Innsbruck und belegte dabei den 45. Platz. In Bischofshofen landete er auf Rang 37. Er beendete die Vierschanzentournee auf dem 58. Rang, holte dabei aber keine Weltcup-Punkte. Bei weiteren Starts im Continental Cup in der Saison 2015/16 gewann er jeweils einen Wettbewerb in Willingen und in Iron Mountain. Er beendete die Gesamtwertung des Continental Cups (Sommer und Winter) auf dem dritten Gesamtrang.
Im Sommer 2016 startete er sowohl bei einigen Wettbewerben im Continental Cup als auch im Grand Prix. Dabei gelang es ihm am 10. und 11. September in Tschaikowski erstmals Grand-Prix-Punkte zu erhalten, als er auf die Plätze 23 und 19 sprang. Bei der Vierschanzentournee 2016/17 nahm er erstmals an allen vier Tournee-Wettbewerben statt. Dabei holte er in Garmisch-Partenkirchen mit Platz 27 seine ersten Weltcup-Punkte.
Im August 2019 gab Altenburger sein Karriereende bekannt.

## Erfolge

### Continental-Cup-Siege im Einzel
| Nr. | Datum            | Ort           | Typ         |
| --- | ---------------- | ------------- | ----------- |
| 1.  | 22. August 2015  | Kuopio        | Großschanze |
| 2.  | 17. Januar 2016  | Willingen     | Großschanze |
| 3.  | 21. Februar 2016 | Iron Mountain | Großschanze |

## Statistik

### Weltcup-Platzierungen
| Saison  | Platz | Punkte |
| ------- | ----- | ------ |
| 2016/17 | 65.   | 04     |
| 2017/18 | 51.   | 20     |

### Vierschanzentournee-Platzierungen
| Saison  | Platz | Punkte |
| ------- | ----- | ------ |
| 2015/16 | 58.   | 198,5  |
| 2016/17 | 37.   | 497,5  |
| 2017/18 | 62.   | 091,2  |

### Grand-Prix-Platzierungen
| Saison | Platz | Punkte |
| ------ | ----- | ------ |
| 2016   | 61.   | 20     |
| 2017   | 42.   | 40     |

### Continental-Cup-Platzierungen
| Saison  | Sommer | Sommer | Winter | Winter | Gesamt | Gesamt |
| Saison  | Platz  | Punkte | Platz  | Punkte | Platz  | Punkte |
| ------- | ------ | ------ | ------ | ------ | ------ | ------ |
| 2012/13 | –      | –      | 59.    | 099    | 83.    | 099    |
| 2013/14 | –      | –      | 26.    | 210    | 37.    | 210    |
| 2014/15 | 94.    | 011    | 46.    | 120    | 59.    | 131    |
| 2015/16 | 06.    | 321    | 10.    | 524    | 03.    | 845    |
| 2016/17 | 58.    | 050    | 06.    | 674    | 08.    | 724    |
| 2017/18 | 81.    | 016    | 15.    | 428    | 22.    | 444    |
| 2018/19 | 26.    | 107    | 70.    | 056    | 52.    | 163    |